# Light Horse Regiment
Le Light Horse Regiment (LHR), anciennement l'Imperial Light Horse (ILH), est une unité de réserve des forces armées sud-africaines, basée à Johannesbourg.